# Gudrun Ensslin

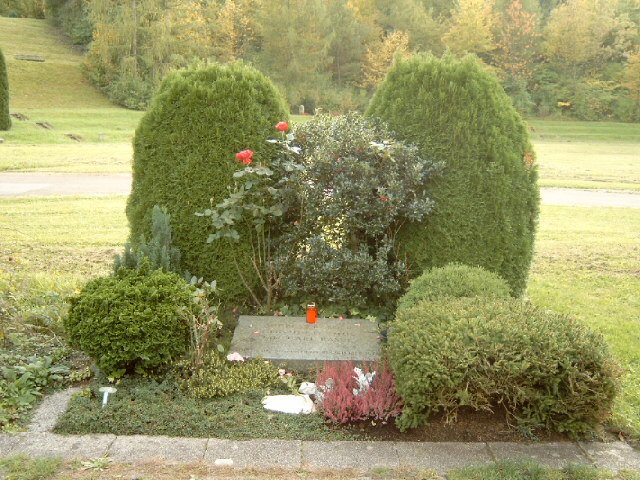
Grób Andreasa Baadera, Gudrun Ensslin i Jana-Carla Raspe na cmentarzu Dornhalde w Stuttgarcie.

Gudrun Ensslin (ur. 15 sierpnia 1940 w Bartholomä, zm. 18 października 1977 w Stuttgarcie) – niemiecka terrorystka, członkini skrajnie lewicowej organizacji Frakcja Czerwonej Armii (RAF – Rote Armee Fraktion), zwanej też Grupą Baader-Meinhof.

## Życiorys
Urodziła się w małej miejscowości Bartholomä, położonej w Badenii-Wirtembergii. Była spokrewniona z niemieckim filozofem Georgiem Heglem. Jej ojciec był pastorem Kościoła Ewangelickiego. W jej rodzinie często dyskutowano na tematy związane z niesprawiedliwością społeczną. Nie sprawiała kłopotów wychowawczych.
W latach 60. XX wieku, studiowała m.in. filozofię, germanistykę, anglistykę. W 1965 przeniosła się do Berlina Zachodniego, gdzie pracowała na Wolnym Uniwersytecie. W trakcie pobytu w Berlinie zaangażowała się w protesty studenckie i działalność w skrajnie lewicowym Niemieckim Socjalistycznym Związku Studentów. W 1967 poznała Andreasa Baadera i związała z nim swoje dalsze losy. W 1968 zaczęła działalność terrorystyczną. W latach 1970–1972 wielokrotnie brała udział w napadach na banki, które były głównym źródłem finansowania RAF. Stała się jedną z najbardziej poszukiwanych osób w Niemczech. 8 czerwca 1972 została aresztowana w Hamburgu.
Proces Ensslin i pozostałych przy życiu członków RAF rozpoczął się w Stammheim 21 maja 1975 i zakończył się 28 kwietnia 1977 skazaniem jej i innych członków RAF. 18 października Ensslin powiesiła się w celi. Tego samego dnia znaleziono w celi zastrzelonego Andreasa Baadera, który również popełnił samobójstwo.

## Ensslin w filmie
Postać Ensslin pojawiła się w wielu filmach fabularnych, m.in. w:
- 1981: Czas ołowiu (Die bleierne Zeit) Margarethe von Trotty – w postać Marianne, inspirowaną Ensslin, wcieliła się Barbara Sukowa.
- 1986: Stammheim (Stammheim – Die Baader-Meinhof-Gruppe vor Gericht) Reinharda Hauffa – w roli Ensslin Sabine Wegner(inne języki).
- 1986: Podróż (Die Reise) Markusa Imhoofa(inne języki) – w postać Dagmar, inspirowaną Ensslin, wcieliła się Corinna Kirchhoff(inne języki).
- 2002: Baader(inne języki) Christophera Rotha(inne języki) – w roli Ensslin Laura Tonke(inne języki).
- 2008: Baader Meinhof (Der Baader Meinhof Komplex) Uli Edela – w roli Ensslin Johanna Wokalek.
- 2011: Jeśli nie my, to kto? (Wer wenn nicht wir) Andresa Veiela – w roli Ensslin Lena Lauzemis(inne języki).